# Mattoni (album)
Mattoni è il quinto album in studio del produttore italiano The Night Skinny, pubblicato il 13 settembre 2019 su etichette discografiche Island Records e Universal Music.
Il 24 gennaio 2020, viene commercializzata la versione strumentale del disco, denominata Mattoni X-Ray.

## Tracce
Musiche di Luca Pace.
1. Street Advisor (feat. Noyz Narcos, Marracash & Capo Plaza) – 4:03
2. Saluti (feat. Gué Pequeno, Fabri Fibra, Rkomi & Carolina Marquez) – 3:01
3. Attraverso me (feat. Luchè) – 2:47
4. Numero10 (feat. Ernia & Quentin40) – 2:25
5. Bad People (feat. Noyz Narcos & Fabri Fibra) – 2:46
6. Novità (feat. Rkomi, Ernia & Tedua) – 3:05
7. Stay Away (feat. Ketama126, Side Baby & Franco126) – 3:36
8. Prometto (feat. Rkomi & Luchè) – 3:15
9. Fare chiasso (feat. Quentin40 & Rkomi) – 3:39
10. Mille strade (feat. Ketama126 & Izi) – 3:03
11. Fumo 1etto (feat. Side Baby, Shiva & Fabri Fibra) – 3:10
12. 0 Like (feat. Jake La Furia) – 3:09
13. .Rosso (feat. Madame & Rkomi) – 2:42
14. Life Style (feat. Vale Lambo, Lele Blade, CoCo & Geolier) – 3:23
15. Sciacqua la bocca (feat. Chadia Rodríguez) – 1:29
16. Mattoni (feat. Noyz Narcos, Shiva, Speranza, Gué Pequeno, Achille Lauro, Geolier, Lazza, Ernia, Side Baby & Taxi B) – 6:28

## Formazione
Musicisti
- Noyz Narcos – voce (tracce 1, 5 e 16)
- Marracash – voce (traccia 1)
- Capo Plaza – voce (traccia 1)
- Gué Pequeno – voce (tracce 2 e 16)
- Fabri Fibra – voce (tracce 2, 5 e 11)
- Rkomi – voce (tracce 2, 6, 8, 9 e 13)
- Carolina Màrquez – voce (traccia 2)
- Luché – voce (tracce 3 e 8)
- Ernia – voce (tracce 4, 6 e 16)
- Quentin40 – voce (tracce 4 e 9)
- Tedua – voce (traccia 6)
- Ketama126 – voce (tracce 7 e 10)
- Side Baby – voce (tracce 7, 11 e 16)
- Franco126 – voce (traccia 7)
- Izi – voce (traccia 10)
- Shiva – voce (tracce 11 e 16)
- Jake La Furia – voce (traccia 12)
- Madame – voce (traccia 13)
- Vale Lambo – voce (traccia 14)
- Lele Blade – voce (traccia 14)
- CoCo – voce (traccia 14)
- Geolier – voce (tracce 14 e 16)
- Chadia Rodrìguez – voce (traccia 15)
- Speranza – voce (traccia 16)
- Achille Lauro – voce (traccia 16)
- Lazza – voce (traccia 16)
- Taxi B – voce (traccia 16)

Produzione
- The Night Skinny – produzione

## Classifiche

### Classifiche settimanali
| Classifica (2019) | Posizione massima |
| ----------------- | ----------------- |
| Italia            | 1                 |
| Svizzera          | 68                |

### Classifiche di fine anno
| Classifica (2019) | Posizione |
| ----------------- | --------- |
| Italia            | 28        |
| Classifica (2020) | Posizione |
| Italia            | 47        |
| Classifica (2021) | Posizione |
| Italia            | 100       |